# Paraíso Recuperado
Paraíso Recuperado (em inglês: Paradise Regained) é um livro do século XVII do poeta inglês John Milton, publicado em 1671. É por assim dizer, uma continuação de seu anterior livro "Paraíso Perdido". O poema foi composto na casa de Milton em Chalfont St Giles em Buckinghamshire, e foi baseado no Evangelho de Lucas.[carece de fontes?]